# Annona sanctae-crucis
Annona sanctae-crucis là loài thực vật có hoa thuộc họ Na. Loài này được S.Moore mô tả khoa học đầu tiên năm 1895.